# Volvo 8500
A Volvo 8500 egy városi-elővárosi autóbusz, melyet 2001 és 2011 között gyártott a Volvo. A busz elérhető volt normál és alacsony belépésű (Volvo 8500LE) padlómagassággal, háromtengelyes és csuklós (Volvo 8500A) változatban is. 2005-től alacsony padlós kialakításban is kapható volt Volvo 7500 néven.

## Története

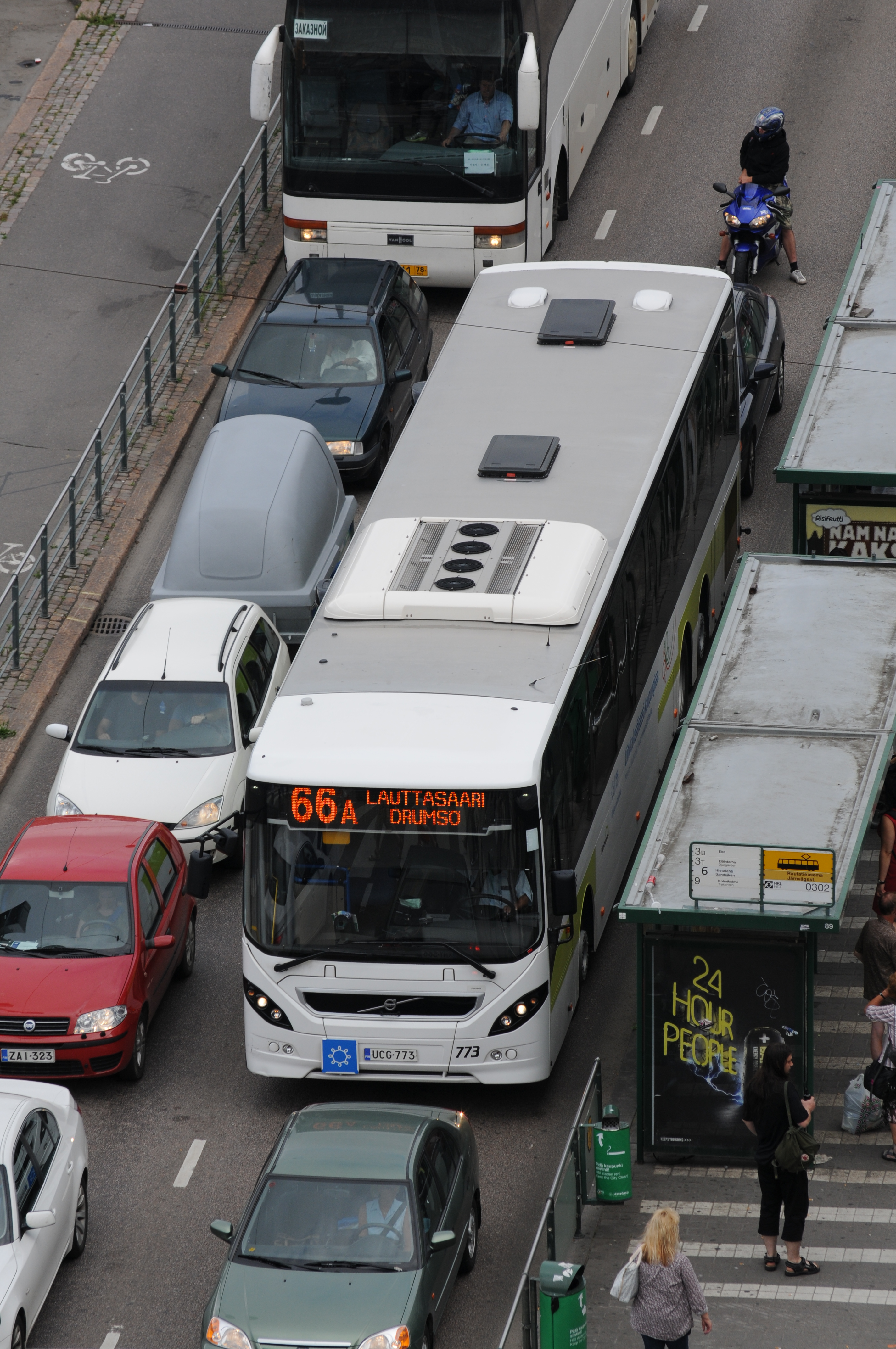
Volvo 8500 új homlokfallal, Helsinkiben

A modell 2010 májusában új homlokfalat kapott, ami előrevetítette, hogy a Volvónak tervei vannak a 8500-as és 8700-as típusaival. Két hónappal később bemutatták az új Volvo 8900-at, melynek a homlokfala hasonlít a „faceliftes” 8500-as homlokfalára, és a vázszerkezete is alumíniumból van. A Volvo 8500-at ezután még 2011 nyaráig gyártották a Volvo säfflei gyárában.

## Előfordulása

### Budapesten

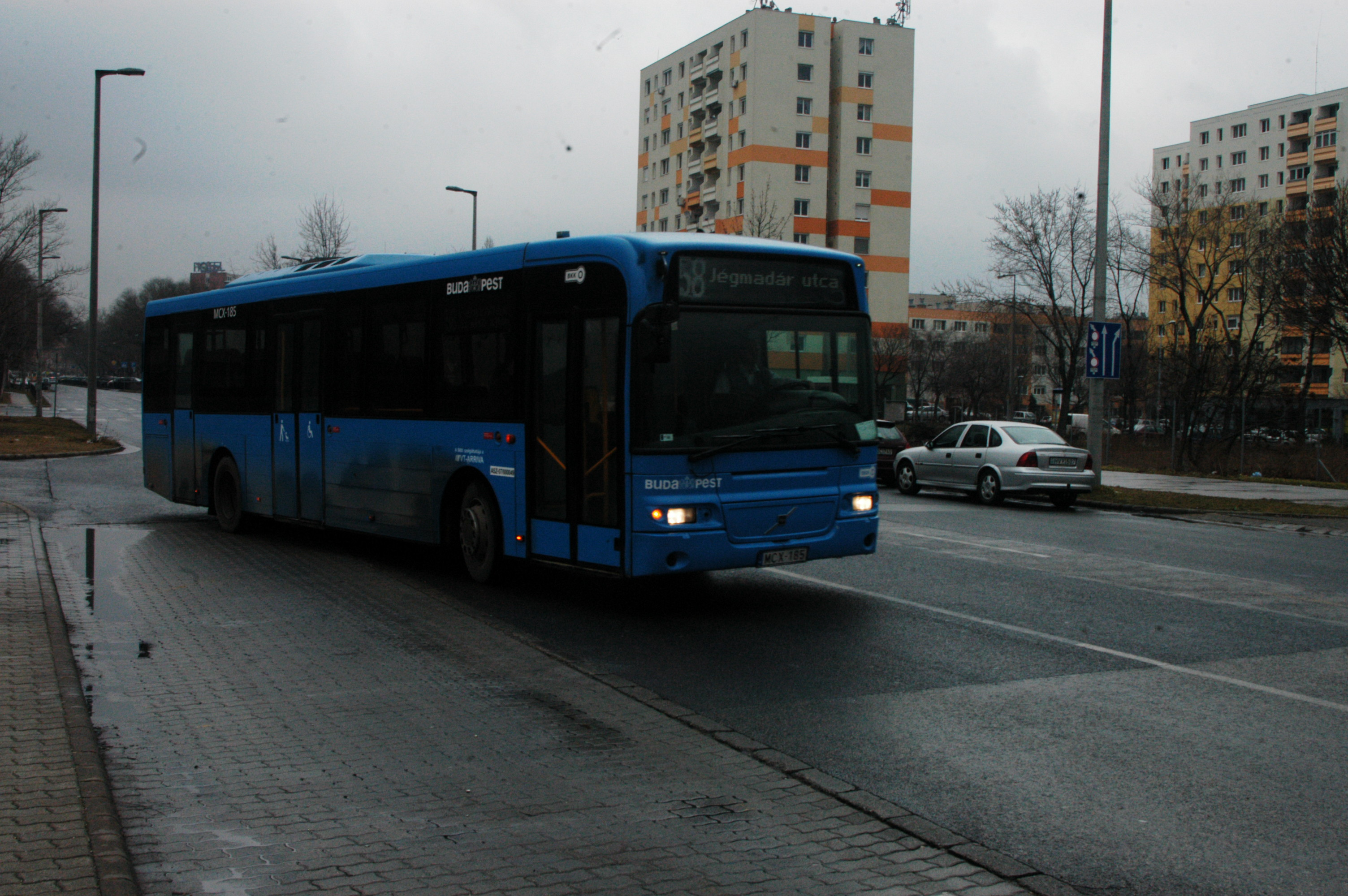
VT-Arriva Volvo 8500-asa

A Budapesten közlekedő 22 jármű 2003-ban Volvo alvázra épült Aabenraa 8500-as típusú, kéttengelyes autóbusz, melyeket a VT-Arriva üzemeltetett a dél-budai, a dél-pesti és a csepeli régióban 2012 és 2015 között.
2012. december 5-e és 2013. január 3-a között a Budapesti Közlekedési Zrt. is tesztelte a típus háromtengelyes változatát a 240 és 240E busz vonalain.

### Vidéken

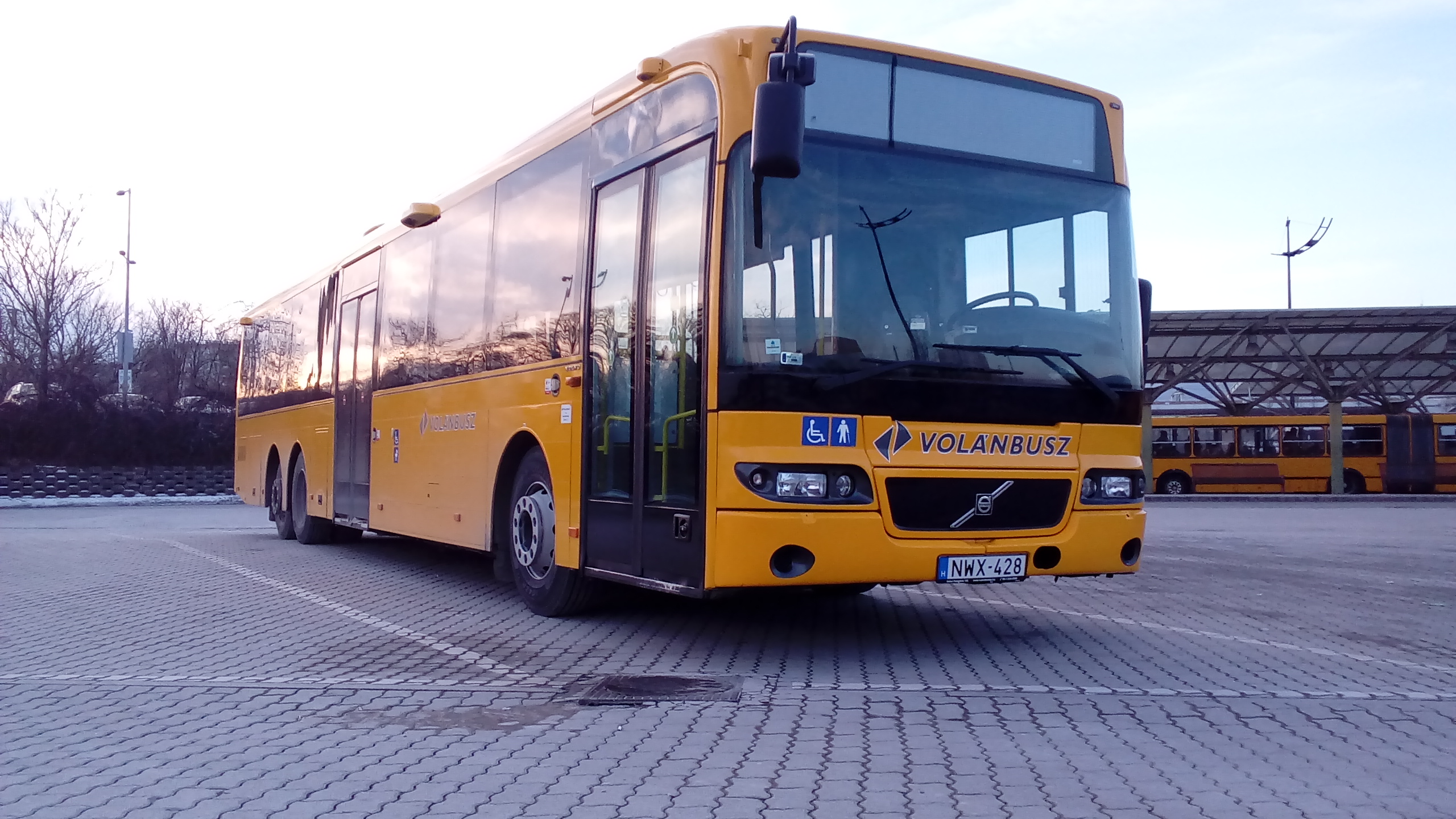
Volánbusz Volvo 8500-asa

Használtubsz-beszerzés során 2016-ban és 2017 elején összesen 57 darab háromtengelyes, alacsony belépésű Volvo 8500LE 6x2 állt forgalomba a Középkelet-magyarországi Közlekedési Központ, a Dél-alföldi Közlekedési Központ, a Dél-dunántúli Közlekedési Központ és a Volánbusz állományában.
| Üzemeltető                                   | Darab |
| -------------------------------------------- | ----- |
| Középkelet-magyarországi Közlekedési Központ | 20    |
| Dél-alföldi Közlekedési Központ              | 5     |
| Dél-dunántúli Közlekedési Központ            | 5     |
| Volánbusz                                    | 27    |

## Fordítás
Ez a szócikk részben vagy egészben  a   Volvo 8500 című angol Wikipédia-szócikk fordításán alapul.  Az eredeti cikk szerkesztőit annak laptörténete sorolja fel. Ez a jelzés csupán a megfogalmazás eredetét és a szerzői jogokat jelzi, nem szolgál a cikkben szereplő információk forrásmegjelöléseként.

## Külső hivatkozások
- Istvánfi Péter: Kakasülős buszok Kappanhágóból (magyar nyelven). IHO, 2012. július 8. (Hozzáférés: 2017. január 11.)